# الیا بالاردینی
الیا بالاردینی (انگلیسی: Elia Ballardini؛ زادهٔ ۲۵ دسامبر ۱۹۹۱) بازیکن فوتبال اهل ایتالیا است.
از باشگاه‌هایی که در آن بازی کرده‌است می‌توان به باشگاه فوتبال چزنا و باشگاه فوتبال ویرتوس انتلا اشاره کرد.